# 배상연
배상연(裵相淵, 1890년 4월 22일 ~ 1970년 5월 14일)은 대한민국의 바둑 기사 출신 정치인이다. 제2대 국회의원을 지냈다.

## 학력
- 일본 도쿄 외국어학교 일어학과 졸업(1910년)
- 대한민국 국방대학교 행정학사 1기(1956년)

## 약력
- 경상북도 대구영남은행 감사역(일제 강점기 시대)
- 경상북도 지방자치의회 평의원(광복 직후 남조선 과도정부 시대)
- 제2대 무소속 국회의원(대한민국 정부 수립 이후)

## 역대 선거 결과
|  | 11.93% |

|  | 10.21% |

## 참고 자료
- 배상연 - 대한민국헌정회
- 배상연 - 한국기원 바둑기사 정보